# Гейзен (Арканзас)
Гейзен (англ. Hazen) — місто (англ. city) в США, в окрузі Прері штату Арканзас. Населення — 1481 особа (2020).

## Географія
Гейзен розташований на висоті 70 метрів над рівнем моря за координатами 34°46′47″ пн. ш. 91°34′13″ зх. д. / 34.77972° пн. ш. 91.57028° зх. д. (34.779817, -91.570183).  За даними Бюро перепису населення США в 2010 році місто мало площу 9,06 км², уся площа — суходіл.
Місто включає 0,25 милі широкої смуги, що додається до його землі, вздовж I-40 в окрузі Прері.

## Демографія
Згідно з переписом 2010 року, у місті мешкало 1468 осіб у 599 домогосподарствах у складі 395 родин. Густота населення становила 162 особи/км².  Було 662 помешкання (73/км²). 
Расовий склад населення:
| - 77,2 % — білих - 21,0 % — чорних або афроамериканців - 0,4 % — корінних американців - 0,1 % — азіатів |

До двох чи більше рас належало 1,0 %. Іспаномовні складали 0,8 % від усіх жителів.
За віковим діапазоном населення розподілялося таким чином: 22,7 % — особи молодші 18 років, 58,6 % — особи у віці 18—64 років, 18,7 % — особи у віці 65 років та старші. Медіана віку мешканця становила 43,1 року. На 100 осіб жіночої статі у місті припадало 91,1 чоловіків;  на 100 жінок у віці від 18 років та старших — 87,6 чоловіків також старших 18 років.
Середній дохід на одне домашнє господарство  становив 43 626 доларів США (медіана — 34 231), а середній дохід на одну сім'ю — 52 870 доларів (медіана — 45 046). Медіана доходів становила 38 690 доларів для чоловіків та 33 382 долари для жінок. За межею бідності перебувало 18,9 % осіб, у тому числі 27,8 % дітей у віці до 18 років та 9,3 % осіб у віці 65 років та старших.
Цивільне працевлаштоване населення становило 599 осіб. Основні галузі зайнятості: освіта, охорона здоров'я та соціальна допомога — 25,9 %, будівництво — 11,9 %, транспорт — 10,7 %, виробництво — 9,7 %.
За даними перепису населення 2000 року в місті Гейзені проживало 1637 осіб, 461 сім'я, налічувалося 658 домашніх господарств і 732 житлових будинки. Середня густота населення становила близько 172,3 осіб на один квадратний кілометр. Расовий склад міста за даними перепису розподілився таким чином: 80,57 % білих, 18,45 % — чорних або афроамериканців, 0,55 % — корінних американців, 0,43 % — представників змішаних рас.
Іспаномовні склали 0,79 % від усіх жителів міста.
З 658 домашніх господарств в 30,7 % — виховували дітей віком до 18 років, 54,4 % представляли собою подружні пари, які спільно проживали, в 12,8 % сімей жінки проживали без чоловіків, 29,8 % не мали сімей. 27,4 % від загального числа сімей на момент перепису жили самостійно, при цьому 12,9 % склали самотні літні люди у віці 65 років та старше. Середній розмір домашнього господарства склав 2,38 особи, а середній розмір родини — 2,88 людини.
Населення міста за віковим діапазоном за даними перепису 2000 року розподілилося таким чином: 24,4 % — жителі молодше 18 років, 6,5 % — між 18 і 24 роками, 25,7 % — від 25 до 44 років, 22,2 % — від 45 до 64 років і 21,1 % — у віці 65 років та старше. Середній вік мешканця склав 41 рік. На кожні 100 жінок в місті припадало 90,3 чоловіків, у віці від 18 років та старше — 82,1 чоловіків також старше 18 років.
Середній дохід на одне домашнє господарство в місті склав 29 800 доларів США, а середній дохід на одну сім'ю — 35 990 доларів. При цьому чоловіки мали середній дохід в 28 958 доларів США на рік проти 19 792 долара середньорічного доходу у жінок. Дохід на душу населення в місті склав 14 805 доларів на рік. 13,1 % від усього числа сімей в окрузі і 13,8 % від усієї чисельності населення перебувало на момент перепису населення за межею бідності, при цьому 12,5 % з них були молодші 18 років і 18,6 % — у віці 65 років та старше.